# Ampelfackla
Ampelfackla (Aeschynanthus speciosus) är en art i familjen gloxiniaväxter från Malackahalvön, Java och Borneo. Den växer epifytiskt i regnskog. I Sverige odlas arten som krukväxt.
Ampelfackla är en städsegrön, flerårig ört som saknar jordstammar. Stjälkarna är hängande. Bladen är enkla, lansettlika med utdragen spets, motsatta eller tre i krans med 4-8 blad i spetsen på skotten och mörkt gröna. De blir upp till 10 cm långa och 4 cm breda och är fint håriga. Blommorna kommer i samlingar om 6-20 stycken i spetsen av stjälkarna. Fodret är femflikigt och relativt litet. Kronan är rörformad, femflikig, cirka 10 cm lång och har gul insida och orange utsida. Den nedre fliken har röd kant och ett rött band.

## Odling
Växten behöver en ljus placering utan direkt sol under hela tillväxtperioden under vår och sommar. Lämplig temperatur är 20-24°C och något svalare vintertid. Bäst övervintras plantorna vid 16-18°C.
Arten vill ha jämn fuktighet, men klara att torka ut något. Ge näring under tillväxtperioden, något lägre än vad som rekommenderas till krukväxter i allmänhet. Ampelfackla planteras i standardjord.